# Schloss Planta
Schloss Planta ist eine Burganlage in Obermais, einem Ortsteil der Stadt Meran in Südtirol. Das später zum Schloss ausgebaute Anwesen steht seit dem 17. Januar 1951 unter Denkmalschutz. 

## Geschichte
Den Kern der Anlage bildet ein mittelalterlicher Wohnturm, der im Laufe des 13. Jahrhunderts von den Tiroler Ministerialen Suppan von Mais errichtet wurde und ursprünglich Haslach hieß. Die erste urkundliche Erwähnung erfolgte 1284, als ihn Ulrich Greif bewohnte, der mit der Erbentochter Mathilde oder Katharina Suppan verheiratet war. Im Laufe der Jahrhunderte wurde der befestigte Ansitz vergrößert und erweitert. Nachdem die Greif von Greifenberg in Tirol ausstarben, kam die Burg nach mehreren Besitzerwechseln um 1500 an die Familie Colonna von Völs. Mitte des 16. Jahrhunderts ließ der damalige Landeshauptmann an der Etsch Hans Jakob Colonna von Völs die Anlage, die Anfangs noch Wehrcharakter besaß, zu einem repräsentativen Schloss umgestalten. Die Fröhlich von Fröhlichsburg verkauften den Besitz 1629 an Maximilian von Mohr. 
Der heutige Name geht auf das Graubündner Geschlecht der Planta zurück, das in den Bündner Wirren zum Katholizismus konvertierte und die spanisch-österreichische Partei anführte. 1625 war der aus politischen Gründen aus Graubünden geflohene Hauptmann von Tarasp, Rudolf von Planta († 1638) in Obermais ansässig, wo er auch starb. In der Umgebung erwarb er auch Schloss Rametz, das zeitweise in seinem Namen Anton von Planta bewohnte. Rudolf von Planta und seiner Frau Margaretha geb. Travers von Ortenstein Grabstein befindet sich auf dem Kirchhof Maria Trost in Untermais. Nach dem auch die tirolerische Linie der Planta von Wildenberg im 18. Jahrhundert ausstarb, war das Schloss kurzzeitig wieder im Eigentum der Fröhlich von Fröhlichsburg, darauf gehörte es der Familie Elsler, sowie seit 1870 dem Arzt und Politiker Bernhard Mazegger. Letzterer vererbte Planta an seine Tochter Marie, verheiratet mit einem Hauptmann Erttel. 1936 kauften die Freiherren Senfft von Pilsach das Schloss, die Instandsetzungsmaßnahmen durchführen ließen.

## Beschreibung
Die im Kern aus dem Spätmittelalter stammende Burganlage besteht aus einem Bergfried, einem daran anschließenden Wohntrakt mit vier Eckrondellen und einer Ringmauer mit Schießscharten.